# 1958 dans le catholicisme
Chronologie du catholicisme
- 1954
- 1955
- 1956
- 1957
- 1958
- 1959
- 1960
- 1961
- 1962

Cet article présente les faits marquants de l'année 1958 dans le catholicisme.

## Évènements
- 25 mars : consécration de la basilique Saint-Pie-X de Lourdes par le cardinal Roncalli, légat du pape, lui-même futur pape Jean XXIII. Elle reçoit le titre de basilique mineure le 7 mai suivant.
- 28 septembre : consécration épiscopale de Karol Wojtyła, futur pape Jean-Paul II.
- 25 au 28 octobre : conclave consécutif au décès de Pie XII et élection de Jean XXIII.
- 15 décembre : Création de 23 cardinaux par Jean XXIII parmi lesquels Giovanni Battista Montini, futur pape Paul VI.

## Naissances
- 2 janvier : Akio Johnson Mutek, prélat sud-soudanais, évêque de Torit, précédemment évêque titulaire de Suava (de) († 18 mars 2013)
- 9 janvier : Mehmet Ali Ağca, militant d'extrême-droite turc, auteur de l'attentat manqué contre Jean-Paul II
- 17 janvier : Gabriel Mbilingi, prélat angolais, archevêque de Lubango
- 18 janvier : Sœur Catherine, religieuse, ermite et écrivaine française
- 27 janvier : Enrique Sánchez González, prêtre mexicain, supérieur général des missionnaires comboniens
- 28 février : Philippe Christory, prélat français, évêque de Chartres
- 5 mars : Franz Scharl, prélat autrichien, évêque auxiliaire de Vienne et évêque titulaire d'Ierafi (de)
- 20 mars : 
  - Dieudonné Espoir Atangana, prélat camerounais, évêque de Nkongsamba
  - Raymond Centène, prélat français, évêque de Vannes
- 25 mars : Renauld de Dinechin, prélat français, évêque de Soissons
- 18 avril : Filomeno do Nascimento Vieira Dias (en), prélat angolais, archevêque de Luanda, précédemment évêque de Cabinda (en)
- 30 avril : Raymond Poisson, prélat canadien, évêque de Saint-Jérôme-Mont-Laurier
- 8 mai : Lee Anthony Piché, prélat américain, évêque auxiliaire de Saint-Paul et Minneapolis et évêque titulaire de Tamata (de), démissionnaire après avoir couvert des abus sexuels
- 12 mai : Luc Crepy, prélat français, évêque de Versailles
- 16 mai : Kenneth Nowakowski, prélat canadien, éparque de Londres des Ukrainiens
- 5 juin : Nicolas Thévenin, prélat français, diplomate du Saint-Siège et archevêque titulaire d'Aeclanum (de)
- 30 juin : Reinhard Pappenberger, prélat allemand, évêque auxiliaire de Ratisbonne et évêque titulaire d'Aptuca (de)
- 3 juillet : Bienheureux Zbigniew Strzałkowski, prêtre polonais, missionnaire au Pérou et martyr du communisme († 9 août 1991)
- 8 juillet : Richard Moth, prélat britannique, évêque d'Arundel et Brighton
- 25 juillet : Nicolas Souchu, prélat français, évêque d'Aire et Dax
- 29 juillet : Charles Mahuza Yava, prélat congolais, vicaire apostolique de l'archipel des Comores et évêque titulaire d'Apisa Maius (de)
- 6 août : Mitchell Rozanski, prélat américain, archevêque de Saint-Louis
- 9 août : Jean-Claude Hollerich, cardinal luxembourgeois, archevêque de Luxembourg
- 11 août : Ángel Sixto Rossi, cardinal jésuite argentin, archevêque de Córdoba
- 13 août : Jean Kockerols, prélat belge, évêque auxiliaire de Malines-Bruxelles et évêque titulaire d'Ypres (de)
- 16 août : Kenneth Richards, prélat jamaïcain, archevêque de Kingston
- 7 septembre : 
  - Gabriel Blamo Jubwe, prélat libérien, archevêque de Monrovia
  - Stanislav Zore, poète et prélat slovène, archevêque de Ljubljana
- 20 septembre : Fortunato Morrone, prélat italien, archevêque de Reggio de Calabre-Bova
- 14 octobre : Alfred Xuereb, prélat maltais, diplomate du Saint-Siège et archevêque titulaire d'Amantea (de)
- 21 octobre : Eugene Nugent, prélat irlandais, diplomate du Saint-Siège et archevêque titulaire de Domnach Sechnaill (de)
- 22 octobre : Paolo Martinelli, prélat capucin et missionnaire italien, vicaire apostolique d'Arabie méridionale
- 27 octobre : Bienheureux Christian Chessel, père blanc, missionnaire en Algérie et martyr français († 27 décembre 1994)
- 30 octobre : François Kalist, prélat français, archevêque de Clermont
- 31 octobre : Joseph Strickland, prélat américain, évêque de Tyler
- 1er novembre : Tarcisio Isao Kikuchi, cardinal japonais, archevêque de Tokyo
- 10 novembre : Antoine Kambanda, premier cardinal rwandais, archevêque de Kigali
- 28 novembre : Luis Zarama, prélat colombien, évêque de Raleigh
- 29 novembre : Chibly Langlois, premier cardinal haïtien, évêque des Cayes
- 26 décembre : Jean-Marc Aveline, cardinal français, archevêque de Marseille
- 28 décembre : Augustine Ndubueze Echema (de), prélat nigérian, évêque d'Aba (en)

## Décès
- 31 janvier : Charles Lagier, prêtre français, directeur de l'Œuvre d'Orient (° 11 novembre 1968)
- 4 février : Georges Chevrot, prêtre, prédicateur et résistant français (° 8 janvier 1879)
- 6 février : Jean-Félix de Hemptinne, prélat bénédictin et missionnaire belge, vicaire apostolique du Katanga et évêque titulaire de Milevum (de) (° 8 décembre 1876)
- 7 février : Jules Moulier, prêtre français, poète et écrivain de langue basque (° 7 avril 1888)
- 13 avril : Charles Vogel, prélat et missionnaire français, évêque de Shantou (° 3 novembre 1878)
- 25 avril : Ernest Perrier, homme politique suisse devenu moine bénédictin (° 2 mai 1881)
- 26 mai : Samuel Alphonsus Stritch, cardinal américain, archevêque de Chicago (° 17 août 1887)
- 8 juin : Bienheureux Nicolas de Gesturi, religieux capucin italien (° 5 août 1882)
- 21 août : Jean Teissier de Marguerittes dit le Colonel Lizé, militaire, résistant puis prêtre français (° 1er juin 1882)
- 30 août : Paul Robert, prêtre et homme politique français (° 21 décembre 1877)
- 9 octobre : Pie XII, 260e pape (° 2 mars 1876)
- 10 octobre : Jean-Marie Desgranges, prêtre et homme politique français (° 12 janvier 1874)
- 17 octobre : Celso Costantini, cardinal italien de la Curie, précédemment évêque titulaire d'Hiérapolis-en-Phrygie (de) puis archevêque titulaire de Théodosiopolis-en-Arcadie (de) (° 3 avril 1876)
- 18 octobre : Amédée Bouyssonie, prêtre, théologien, compositeur et préhistorien français (° 13 février 1867)
- 25 octobre : Edward Mooney, cardinal américain, diplomate du Saint-Siège et archevêque titulaire d'Irenopolis-en-Isaurie, archevêque de Détroit (° 9 mai 1882)
- 27 novembre : Jean-Antoine Trocellier, prélat et missionnaire français, vicaire apostolique de Mackenzie et évêque titulaire d'Adramytte (de) (° 5 novembre 1888)
- 30 novembre : Joseph-Jean Heintz, prélat français, évêque de Metz (° 29 janvier 1886)
- 4 décembre : José María Caro Rodríguez, cardinal chilien, archevêque de Santiago (° 23 juin 1866)
- 5 décembre : Albert Levame, prélat monégasque, diplomate du Saint-Siège et archevêque titulaire de Chersenèse-en-Zechie (de) (° 19 janvier 1881)
- 30 décembre : Charles Hubert Le Blond, prélat américain, évêque de Saint Joseph puis évêque titulaire d'Orcistus (de) (° 21 novembre 1883)